# Jean-Baptiste Durand (réalisateur)
Pour les articles homonymes, voir Jean-Baptiste Durand.
Jean-Baptiste Durand, né à Antibes en 1985, est un réalisateur et scénariste français.

## Biographie

### Enfance et formation
Jean‑Baptiste Durand est né en 1985 à Antibes dans les Alpes-Maritimes et a grandi à Montpeyroux, dans l’Hérault. Après un baccalauréat littéraire avec une spécialisation en histoire de l’art, il intègre l’École supérieure des beaux-arts de Montpellier (MO.CO. Esba), où il obtient son DNSEP avec les félicitations du jury en 2010,,.
Durant ses études, il se passionne pour la peinture et le dessin avant de découvrir la vidéo et le cinéma. À sa sortie des Beaux‑Arts, il devient technicien sur des tournages de films, tout en réalisant des clips et documentaires,

### Débuts dans le cinéma
En 2014, il réalise Il venait de Roumanie, son premier court‑métrage de fiction issu des Beaux‑Arts. Suivront d'autres courts tels que Même les choses invisibles se cachent (2016), Piano Panier (2017), Le Bal (2019) et Vrai gars (2021), sélectionnés dans des festivals prestigieux (Clermont‑Ferrand, Aix, Rhode Island…).

### Premier long métrage et reconnaissance
Sa carrière atteint un tournant en 2023 avec la sortie de Chien de la casse, son premier long‑métrage. Le film reçoit le Prix du public au Festival Premiers Plans d'Angers et est nommé sept fois aux César 2024, respectivement dans les catégories du meilleur film, du meilleur premier film et du meilleur scénario original.

### Carrière d'acteur
Parallèlement à sa carrière de réalisateur, Durand apparaît à l’écran, notamment dans Le Dernier Coup de marteau (2014), Deux (2019) de Filippo Meneghetti (rôle du policier), puis dans Miséricorde (2024) d'Alain Guiraudie, présenté dans la section Cannes Première du 77e Festival de Cannes, et sorti le 16 octobre 2024,.

### Engagements pédagogiques et projets futurs
En 2024, il est nommé parrain du Parcours d’Auteur·rice·s #8, un programme de formation et tutorat en écriture cinématographique. Il intervient également comme consultant et formateur en scénario, réalisation et direction d’acteurs, notamment auprès du Groupe Ouest, de l’école Travelling, de passerelle Occitanie, et des Beaux‑Arts de Montpellier.
Selon son agent, il travaille actuellement sur son deuxième long métrage, intitulé L’Homme qui avait peur des femmes (en cours d’écriture).

## Filmographie

### Réalisateur

#### Courts métrages
- 2014 : Il venait de Roumanie
- 2018 : Piano Panier
- 2019 : Le Bal
- 2021 : Vrai gars

#### Longs métrages
- 2023 : Chien de la casse

### Acteur

#### Cinéma

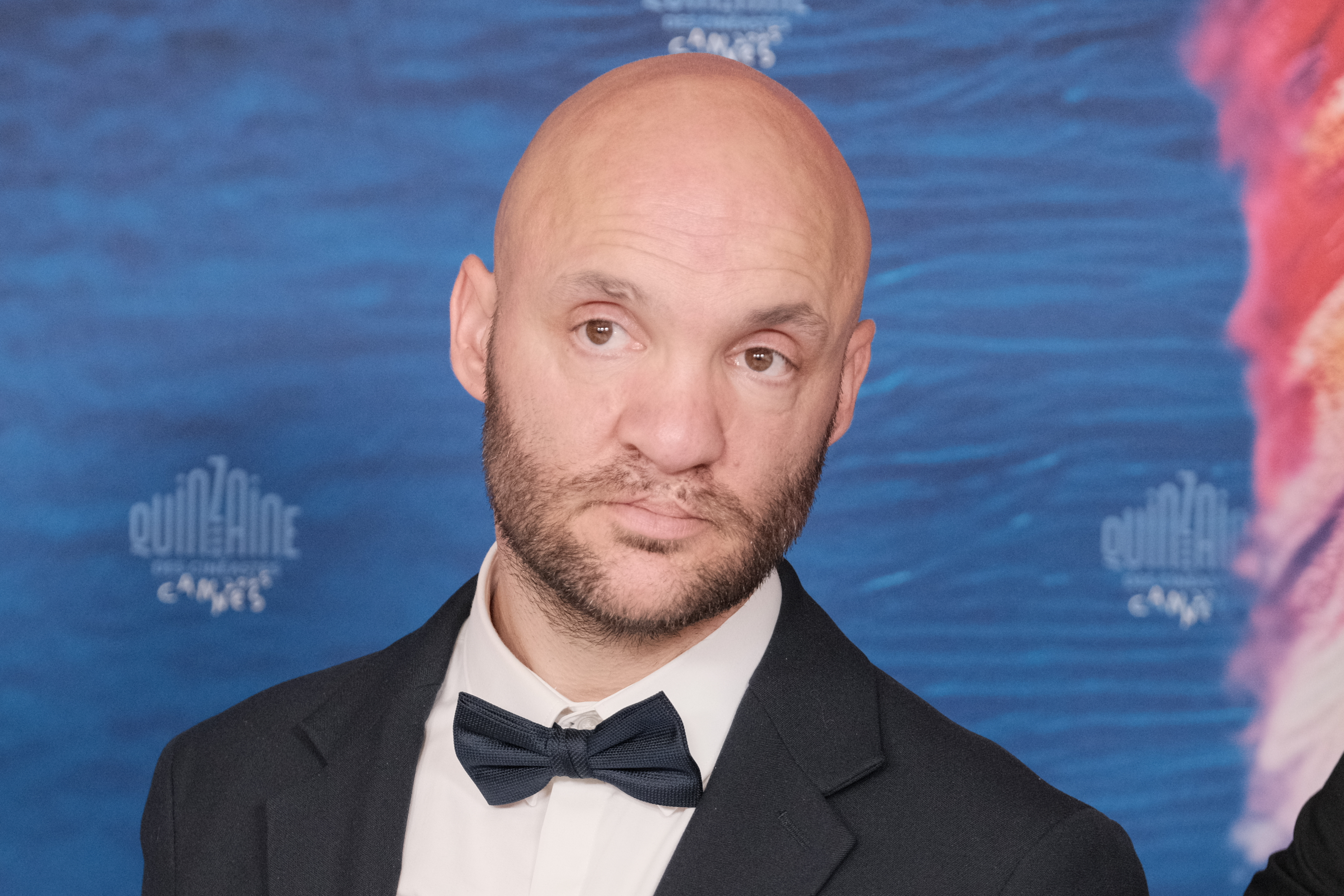
Jean-Baptiste Durand au Festival de Cannes 2025 lors de la projection de La Danse des Renards

- 2014 : Le Dernier Coup de marteau d'Alix Delaporte : le visiteur de la caravane
- 2014 : Chaque jour est une petite vie d'Albane Fioretti et Lou-Brice Léonard : Momo
- 2019 : Deux de Filippo Meneghetti : le policier
- 2020 : Chrysostome de Lou Anna Reix (court métrage) : Victor Pagès
- 2020 : La Cousinade de Yann Berlier et Lola Cambourieu (court métrage)
- 2023 : L'Acteur d'Hugo David et Raphaël Quenard (court métrage) : lui-même
- 2024 : Miséricorde d'Alain Guiraudie : Vincent Rigal
- 2025 : La Danse des Renards de Valéry Carnoy : Bogdan

#### Télévision
- 2019 : Poètes de Tommy-Lee Baïk et Maxime Devoye, épisode 2 L'Enfant seul (mini-série) : Jérôme

## Distinctions

### Récompenses
- Festival Premiers Plans d'Angers 2023 : Prix du public pour Chien de la casse
- Festival La Ciotat Berceau du cinéma 2023 : Lumière d'or pour Chien de la casse
- Festival de Cabourg 2023 : Swann d'or du meilleur premier film pour Chien de la casse
- Prix Pierre-Chevalier 2023 pour Chien de la casse
- César 2024 : Meilleur premier film[8] pour Chien de la casse

### Nominations
- César 2024 : Meilleur film, Meilleur scénario original, César des lycéens pour Chien de la casse